# Гидаев, Сергей Николаевич
Сергей Николаевич Гидаев — советский хозяйственный, государственный и политический деятель.

## Биография
Родился в 1901 году в Старо-Бинорадке. Член ВКП(б) с 1929 года.
С 1928 года — на хозяйственной, общественной и политической работе. В 1928—1958 гг. — окончил Самарскую губернскую школу советского и партийного строительства, пропагандист Красноярского районного комитета ВКП(б), слушатель Высшей коммунистической сельскохозяйственной школы при ЦК ВКП(б), секретарь Рыбинского районного комитета ВКП(б), секретарь, 3-й секретарь Мордовского областного комитета ВКП(б), председатель Президиума Верховного Совета Мордовской АССР, начальник Отдела Управления связи Мордовской АССР, начальник Управления дорожного и транспортного хозяйства при СМ Мордовской АССР, директор Саранского ликёроводочного завода.
Избирался депутатом Верховного Совета РСФСР 1-го созыва, Верховного Совета СССР 2-го созыва.
Умер в Саранске в 1995 году.